# Ronan Farrow
Satchel Ronan O'Sullivan Farrow (Nova Iorque, 19 de dezembro de 1987) é um ativista de direitos humanos e jornalista freelancer norte-americano. Seus textos foram publicados nos jornais Los Angeles Times, International Herald Tribune e Wall Street Journal, entre outras publicações, e são focados primariamente em problemas relacionados a direitos humanos no Chifre da África.
Recebeu o nome de Satchel Ronan O'Sullivan Farrow, sendo neto materno do diretor John Farrow e da atriz Maureen O'Sullivan, e filho do diretor Woody Allen e da atriz Mia Farrow, os quais travaram uma batalha pela sua custódia. Seu nome é uma homenagem a Satchel Paige e à sua avó.
No princípio de 2009, foi divulgado que Farrow estava em processo de análise para um cargo relacionado a assuntos externos na administração Obama. Subsequentemente, fontes ligadas ao Departamento de Estado dos Estados Unidos indicaram que Farrow estava servindo como "Conselheiro Especial em Assuntos Humanitários e ONGs", focado no Afeganistão e Paquistão.
Em 2013, foi divulgado que o seu verdadeiro pai poderia ser Frank Sinatra, e não Woody Allen.